# Bastnäsite-(Ce)
La bastnäsite-(Ce) è un minerale appartenente al gruppo della bastnäsite.